# Château de Santa Severina
Le château normand de Santa Severina, également appelé château Carafa ou château de Robert Guiscard, le roi normand qui ordonna sa construction au XIe siècle, est situé dans le centre historique de la commune de Santa Severina (province de Crotone en Calabre),.
La structure s'étend sur environ 10 000 m2 et domine la large vallée du fleuve Neto et les collines du marquisat de Crotone, près de Crotone. Il est composé d'un donjon carré et de quatre tours cylindriques situées sur les côtés du château ; il est également flanqué de quatre bastions saillants en correspondance avec les tours.

## Historique

### L'origine
Le pays de Santa Severina n'a pas toujours porté ce nom. Il était initialement connu sous le nom de Siberene (it). La raison du changement de nom est inconnue, il y a deux hypothèses : la latinisation du nom en Severiana/Severina, avec le surnom de Santa ajouté par les Byzantins, après la reconquête de la ville en 886, ou une Santa Severina déjà vénérée par les Byzantins auxquels ils ont consacré leur nouvelle patrie.
Cette zone est très ancienne. Les populations indigènes, appartenant probablement aux Œnôtres, étaient déjà présentes dès l'âge du bronze et l'âge du fer, avant de passer aux populations gréco-italiques puis romaines. La zone fut également habitée par les Arabes, de 840 à 885-86, devenant un Castrum-castellum, un complexe militaire composé également d'édifices religieux.

### La période normande
Au XIe siècle, les Normands, considérés comme des barbares et des guerriers avides de richesses et de pouvoir, arrivèrent en Italie et furent recrutés comme mercenaires par les seigneurs de la région pour défendre le Sud des Sarrasins. La puissance des Normands et leur connaissance de l'Italie se sont accrues après avoir servi les Lombards et combattu aux côtés des Byzantins. Ces expériences les ont rendus plus conscients de la situation italienne, notamment du point de vue de la défense et du niveau de préparation des armées des États contre lesquels ou pour lesquels ils avaient combattu.
En moins d'un siècle, les Normands conquirent les territoires lombards et les duchés côtiers, grâce surtout aux trois fils de Tancrède de Hauteville, issus d'une noble famille viking de Hauteville, petit fief de Normandie.
Siberene fut une ville byzantine jusqu'en 1076, année où Robert Guiscard, le troisième fils de Tancrède, obtint l'investiture du duché d'Apulie et de Calabre, qui comprenait le château. Ville byzantine depuis près de deux siècles, la population était entièrement grecque, c'est pourquoi il y eut un échange progressif d'ordres civils, militaires et enfin ecclésiastiques, assurant la préservation pendant longtemps des rites grecs.
Robert Guiscard ordonna la construction du château, au sommet d'un rocher, d'où descendait le village entouré de remparts sûrs et solides. En outre, en 1076, il fit construire un donjon dont les vestiges n'ont été retrouvés que récemment.

### La période angevine
Après la bataille de Bénévent en 1266, le royaume de Sicile fut conquis par Charles Ier d'Anjou qui ordonna que Santa Severina et ses hameaux soient incorporés aux terres du domaine. Cela aurait déterminé l'impossibilité d'une future inféodation, mais ce ne fut pas le cas : oubliant ses promesses, il accorda le fief à un certain Pessino de Villery. En raison de la résistance des citoyens de Santa Severina, Pessino n'entra jamais en possession du fief et fut contraint de céder tout pouvoir à Pietro Ruffo de Calabre, comte de Catanzaro pour 1 200 onces d'or. Même le comte de Catanzaro n'est pas entré en possession du fief.
On attribue aux Angevins la modernisation du château : ils construisirent les tours cylindriques et les quatre courtines qui délimitent le donjon, faisant en sorte que le château, de par sa puissante architecture, soit comparable à l'une des places fortes européennes les plus massives de l'époque.

### La période aragonaise
En 1444, Santa Severina vit l'avènement de la couronne d'Aragon et du pouvoir entre les mains d' Alphonse V d'Aragon, dit « Alphonse le Magnanime », qui accorda de nombreux privilèges à la ville grâce à un diplôme royal : de nombreuses demandes venaient directement du peuple, avec un long plaidoyer dans lequel on demandait l'exonération de certains impôts, mais différentes demandes étaient également faites. Par exemple, il est demandé au nouveau souverain de démolir le château, jugé trop vétuste et coûteux à entretenir, ou d'en prendre en charge. Alphonse V décide donc de laisser la forteresse intacte et d'entreprendre d'importants travaux de restauration
Alphonse fut remplacé par Ferrante d'Aragon qui confirma l'indépendance de la ville par un diplôme et reconnut une organisation basée sur des magistratures efficaces. La cité grandissait et avec elle sa puissance dans le Sud. Dans la même période, un jeune noble, Andrea Carafa, descendant de la famille Caracciolo, gagnait de plus en plus de confiance, grâce aux rôles importants exercés dans le royaume de Naples et aux tâches très importantes de Ferrante II de Guastalla, Alphonse II d'Aragon et pour Frédéric Ier d'Aragon, afin de recevoir une commission de Charles V de Habsbourg, roi d'Espagne et du Saint-Empire romain germanique : cela lui attribue la tâche de lieutenance du royaume, en 1525.

### Installation et chute de la Carafa
Depuis quelque temps déjà, Carafa convoitait le fief de Santa Severina, à tel point qu'il fut obligé de payer 9 000 ducats au trésor pour en garantir la possession, malgré le fait que le grand domaine appartenait de droit à Frédéric Ier, selon à un décret de 1496. Les citoyens de Santa Severina défendirent une fois de plus la ville, se fortifiant des différents diplômes d'autonomie angevins et aragonais ; Néanmoins, Carafa assiégea la ville avec un corps expéditionnaire. Le siège dura plusieurs mois, jusqu'à ce qu'Andrea Carafa obtienne de l'aide de l'intérieur du château : Carafa et ses camarades réussirent à entrer dans le château grâce au Mastrogiurato (it), qui les fit passer par une ruelle cachée.
En octobre 1506, Santa Severina tomba dans la servitude féodale, sous la direction d'un puissant seigneur féodal qui n'eut jamais de scrupules à démontrer sa valeur devant son peuple soumis : il confisqua d'abord tous les biens des personnes les plus riches et les plus riches sous l'accusation de crime, il le fit arrêter et n'hésita pas à tuer tous ses adversaires en les jetant dans les cachots du château par des trappes.
La tyrannie d'Andrea Carafa était lourde et insupportable ; sa mort survient en 1526 et, faute de descendance, le fils aîné de son frère, Galeotto Carafa, lui succède. Le neveu n'a pas mis en place de tyrannie dans son gouvernement, mais grâce à lui la ville a connu, en plus d'un climat politique renouvelé, également un renouveau des énergies culturelles, revenant à la gloire des siècles précédents. La ville jouissait de richesse et de renommée mais, dans ce climat d'apparente tranquillité dans lequel vivait la ville, Galeotto avait accumulé de nombreuses dettes. Ainsi, après la mort de son père en 1556, Andrea, le fils aîné, hérita du peuple et de la ville, mais il n'eut pas le temps d'être couronné avant que le comté ne lui soit enlevé, saisi et ensuite vendu aux enchères.
Au fil du temps, la famille Carafa a tenté à plusieurs reprises de reprendre possession du fief. Une première tentative peut être attribuée à l'épouse de Galeotto (Geronima Carafa, 1593-1635) qui, contractant de nouvelles dettes, réussit à l'acheter pour 54 800 ducats et à la transférer entre les mains de son fils, Vespasiano Carafa, après la mort de son père en 1569. On ne sait pas grand-chose du gouvernement de Vespasiano, seulement qu'il a quitté le fief sans successeur, provoquant l'extinction du comté de Carafa.
Avec l'avènement d'Andrea Carafa, le château subit l'un des travaux de modernisation les plus impressionnants, bien supérieurs à ceux des Angevins. Carafa fit construire des murailles fortifiées autour de la place forte angevine, le bastion du belvédère, la construction de « créneaux tribulés » couronnés et visibles sur la muraille, également présents sur la bannière et au fils de Galeotto, Andrea, de petits travaux d'achèvement du crénelage, et à Vespasiano, son fils, l'achèvement du rempart dans la partie proche de la nouvelle porte.

### Période de Ruffo-Sculco-Greuther
Avec la fin de la domination des Carafa sur Santa Severina, le fief passa entre les mains de la Cour Royale. Il faudra attendre 1608, année où le fief fut transféré à Vincenzo Ruffo.
En 1650, le docteur Carlo Sculco prend la relève, achète le fief pour 71 000 ducats et obtient du roi Philippe II de Habsbourg le titre de duc du fief de Santa Severina ; la bulle fut émise à Madrid le 15 novembre 1660 :

« Suite à une résolution mûre de la Cour Suprême, nous faisons du susdit Giovan Andrea Sculco duc de Santa Severina et des ducs de la même ville ses héritiers et successeurs par ordre ultérieur. Nous établissons que ledit GA Sculco et ses successeurs peuvent utiliser, jouir, jouir de la grâce, de la dignité, des droits, de l'autorité, des privilèges, des immunités et même prendre la vie et s'exiler de toutes les manières. »

Après la mort de Domenico Sculco, survenue en 1687, le droit de succession des Sculco expira faute d'héritiers. Le château fut vendu aux enchères et vendu en 1691 à la noble Cecilia Carrara, qui le céda entre les mains de son fils Antonio Greuther. Les Greuther étaient une famille de marchands originaire de Westphalie, arrivée en Italie vers le milieu du XVIIe siècle.
Le dernier seigneur féodal de Santa Severina était Gennaro Greuther ; Lorsque la féodalité fut abolie le 2 avril 1806 dans le royaume de Naples par Joseph Bonaparte, Gennaro ne conserva que le titre de prince. Après la fin de la féodalité, le château et une grande partie de Santa Severina passèrent sous la juridiction de l'Église, jusqu'en 1860, année de naissance du royaume d'Italie.
Après l'abandon des Greuther, il y a un intervalle de plus d'un siècle pendant lequel on ne sait rien du château. Dès le début des années 1930, le château abrita un lycée et grâce aux directeurs, le château fut sauvé d'une lente dégradation.
Les Greuther sont également intervenus dans le château : au XVIIIe siècle, il n'y avait pas de menaces de guerre majeures et le château est passé d'une forteresse militaire à une résidence noble. Ensuite, la transformation et la fusion des pièces du premier étage avec plafonds voûtés, la création du grand hall près de l'escalier à vis et la décoration de toutes les pièces, notamment la salle centrale du donjon par le peintre Francesco Jordano, vers 1750.

## Description

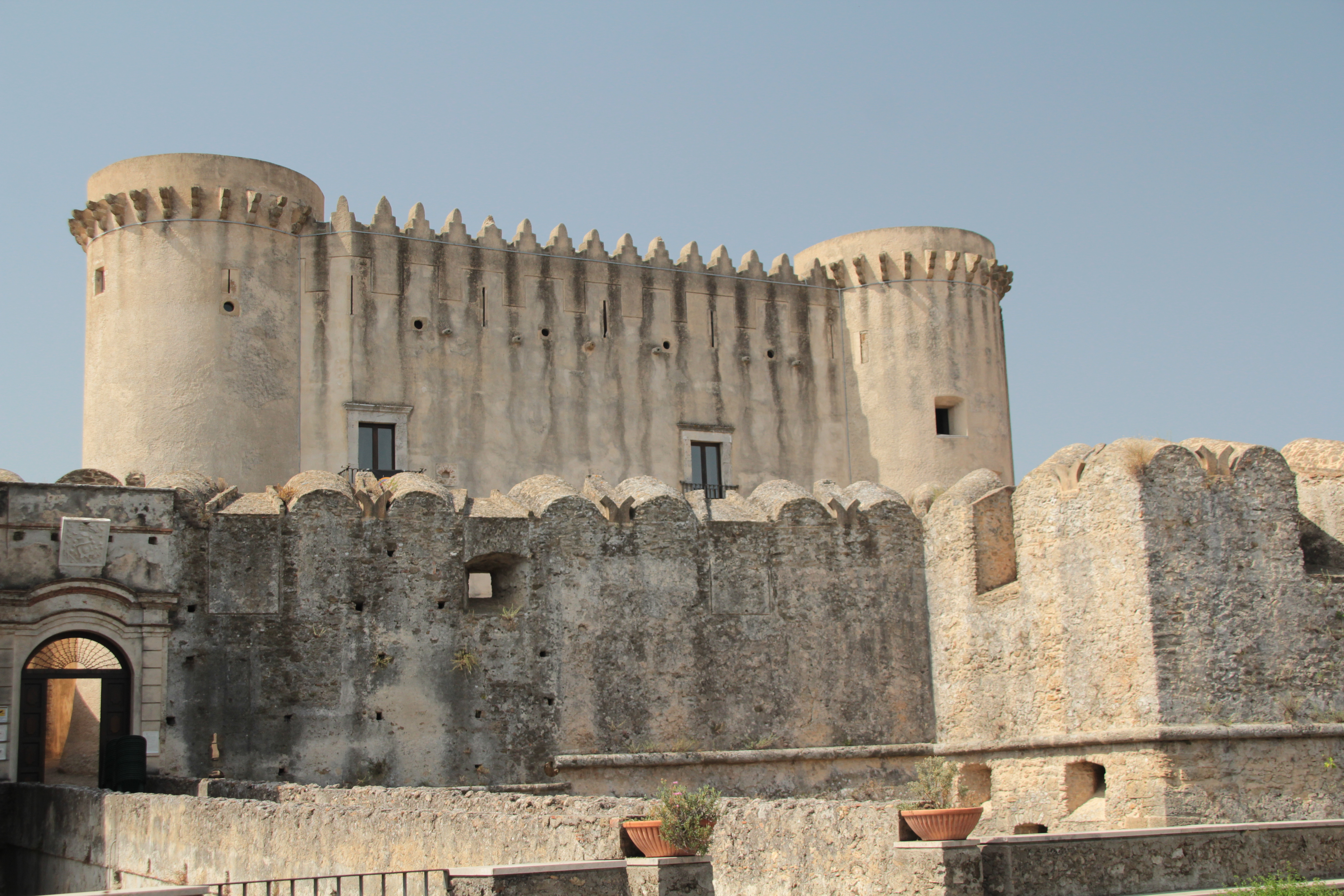

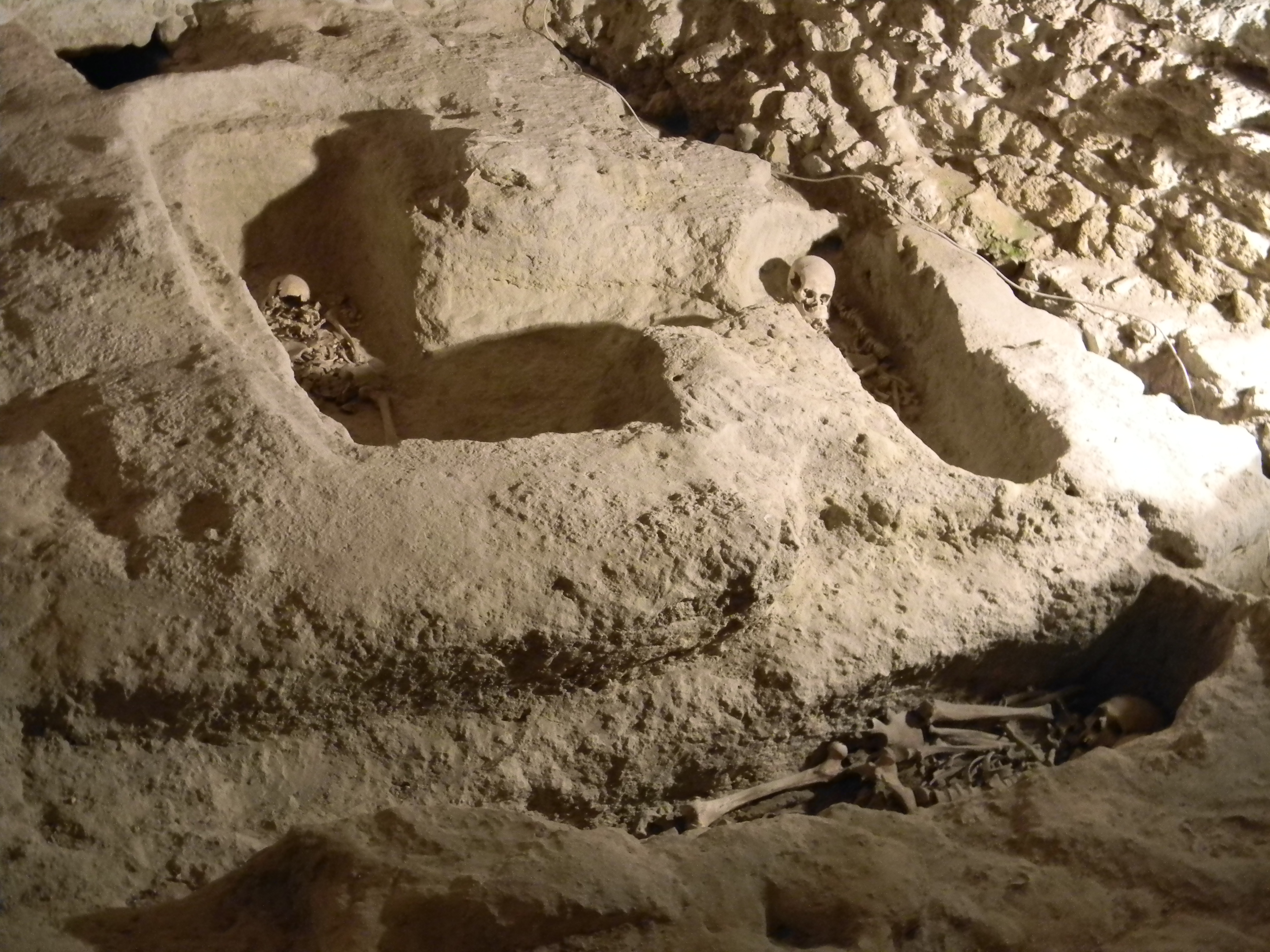
Sépulture byzantine.

Chaque grande famille qui vivait à l'intérieur du château apportait sa propre contribution artistique et architecturale. La structure a donc, au fil des siècles, changé d'apparence selon le goût de ses dirigeants et selon les besoins.
Entre 1994 et 1998, le château a subi des travaux de restauration minutieux et minutieux, qui ont mis en lumière, outre les innombrables découvertes archéologiques, l'histoire de la structure depuis ses origines. Grâce à ces études importantes, il a été possible de constater que le château, construit par les Normands, se dressait juste au-dessus de l'acropole de l'ancienne Siberene. En effet, une tombe a été découverte près de la nécropole byzantine du château : elle contenait un cadavre qui avait sur la mâchoire une pièce de monnaie datant du IIIe siècle av. J.-C. Lopetrone, un architecte qui a supervisé certaines études du château pour la Surintendance de la culture et du patrimoine de Cosenza, écrit :

« Il devait y avoir sur le site l'acropole de la ville, entourée de murailles, réservée aux élus et, le cas échéant, utilisée également par d'autres personnes qui peuplaient tout l'acrocorum, vivant dans des maisons en brique (classe aisée) et dans de grands grottes artificielles, cabanes et autres taudis, creusés et/ou partiellement murés (plèbe). »

En outre, une grande salle de citerne a été trouvée, couverte de voûte en berceau et d'un complexe ecclésiastique, datant de la période byzantine, période au cours de laquelle le château est devenu un kastron (de), c'est-à-dire un ensemble de structures (militaires et religieuses) au sein d'un même bâtiment.
Certaines pièces datant de l'époque souabe ont été découvertes, même si malheureusement, il n'y a pas beaucoup d'informations sur le château concernant ce moment historique précis : par exemple, les reliques trouvées dans l'ancienne tour ronde du château, celles de la tour taillée, celles de la tour ronde de l'ancienne spirale et celles relatives aux créneaux quadrangulaires datent très probablement de cette période historique.
Avec l'avènement d'Andrea Carafa, le château subit l'un des travaux de modernisation les plus impressionnants, bien supérieur à celui des Angevins: Carafa fit construire des remparts fortifiés autour de la place forte angevine, le bastion du belvédère avec le « tunnel » pour son neveu Galeotto, la construction de « créneaux tribulés » couronnés. Au fils de Galeotto, Andrea, on attribue en revanche de petits travaux pour achever le rempart crénelé, et à Vespasiano, son fils, l'achèvement du mur dans la section proche de la nouvelle porte.
Les travaux de restauration se sont terminés par une cérémonie le 23 mai 1998, après sept années au cours desquelles se sont relayés de nombreux techniciens des deux Surintendances (Patrimoine archéologique et culturel).

## Le musée
Le château abrite le musée de Santa Severina, où sont exposées toutes les trouvailles trouvées lors des fouilles archéologiques, ainsi que du matériel archéologique et des collections de la région voisine, comme des bronzes datant de la période protohistorique entre les XVe et VIIIe siècles av. J.-C., Le château abrite également le Centre de documentation pour les études de châteaux et de fortifications calabrais et le MACSS (Musée d'art contemporain de Santa Severina).
Avant les fouilles archéologiques, dans les années 1970, le château abritait l'internat municipal pour garçons, qui accueillait environ 80 élèves du lycée-gymnase Diodato Borrelli. Faute d'étudiants, le collège fut contraint de fermer et l'administration municipale, pour valoriser les locaux, décida de créer une importante pinacothèque et d'organiser des expositions de peinture au niveau national.

## Galerie

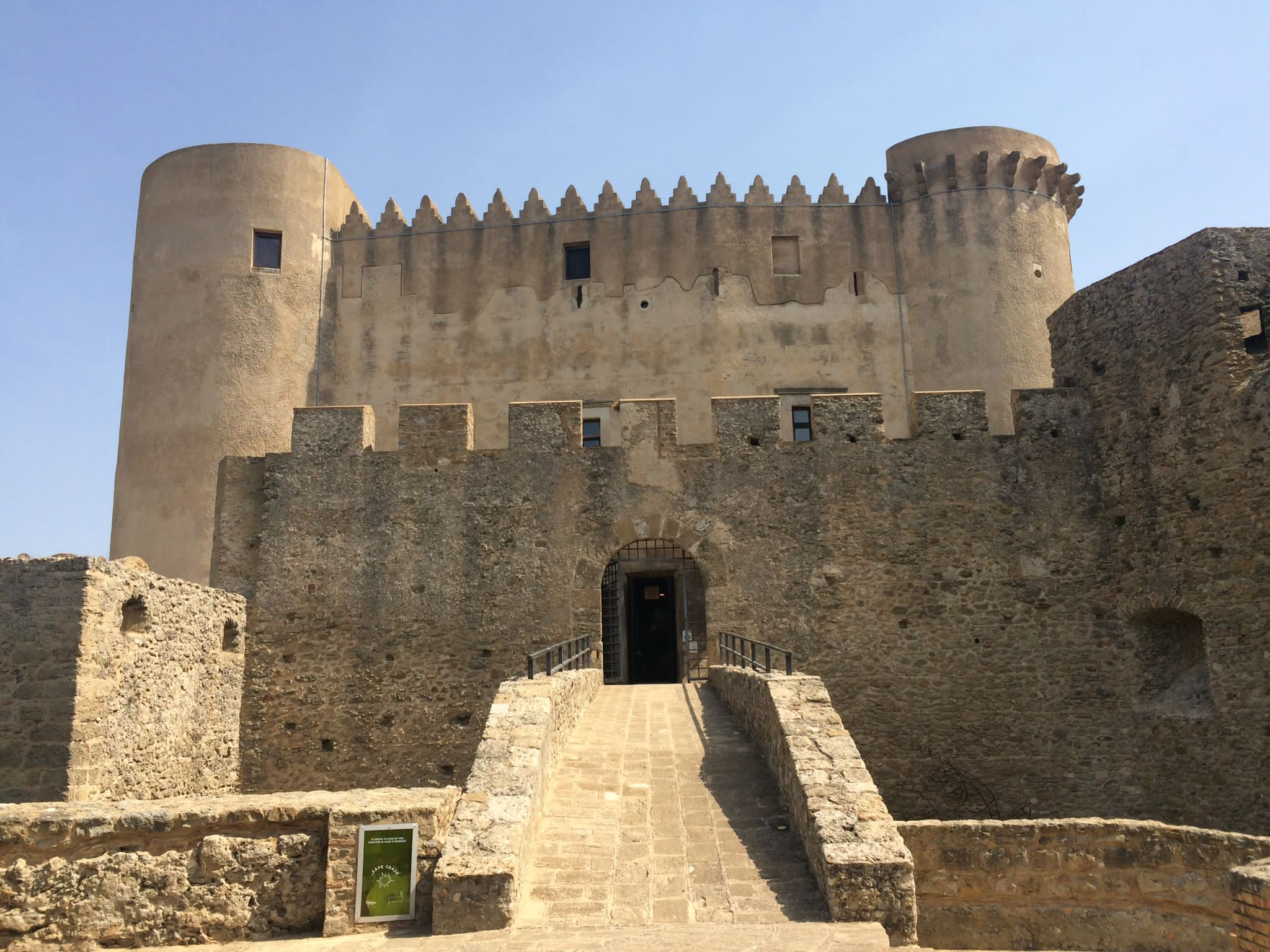
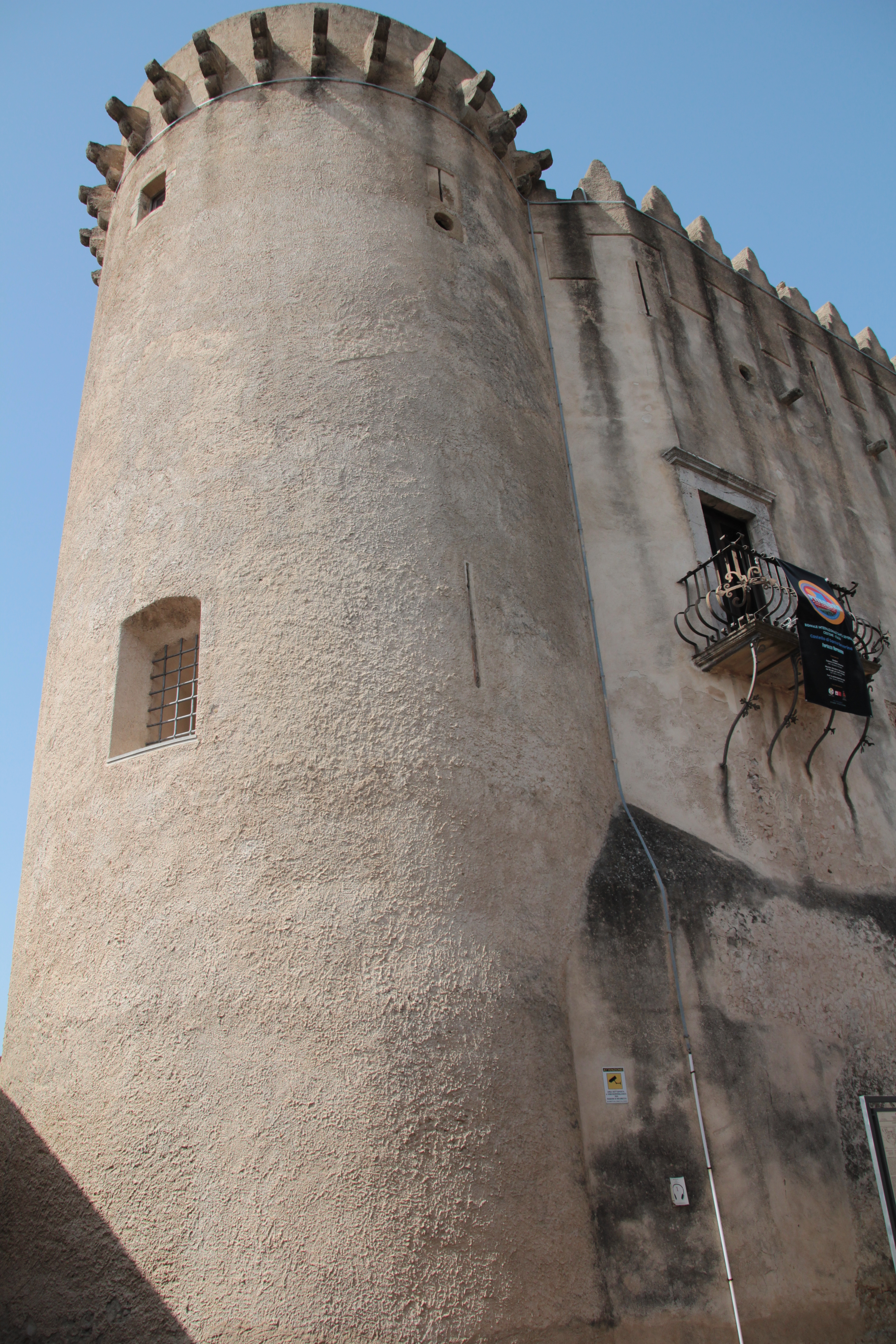
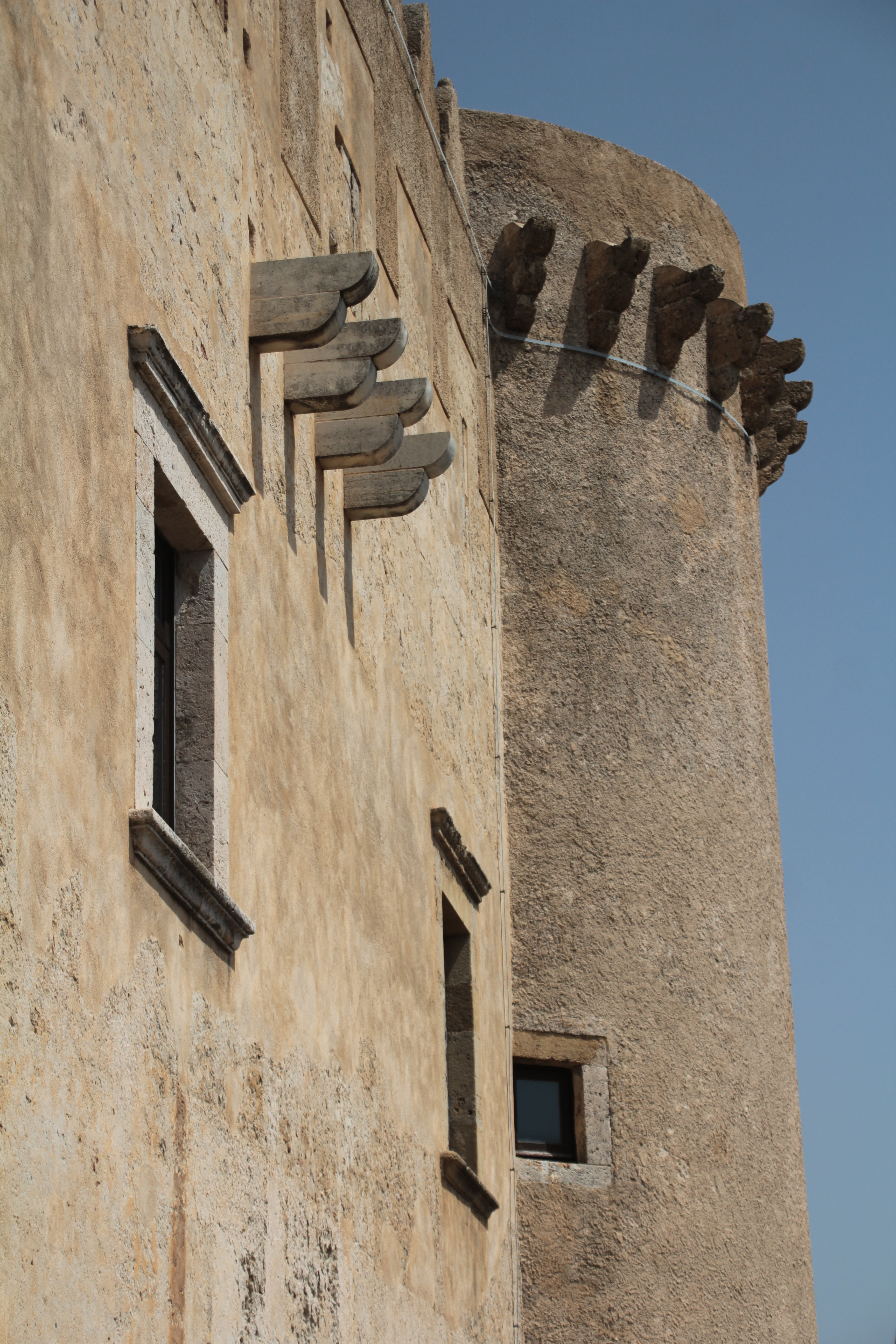